# Stanisław Karnkowski
Stanisław Karnkowski herbu Junosza (ur. 10 maja 1520 w Karnkowie, zm. 8 czerwca 1603 w Łowiczu) – biskup kujawski od 1567, arcybiskup gnieźnieński i prymas Polski od 1581, sekretarz wielki koronny od 1563 roku, sekretarz królewski, pisarz polityczny i religijny, mówca.

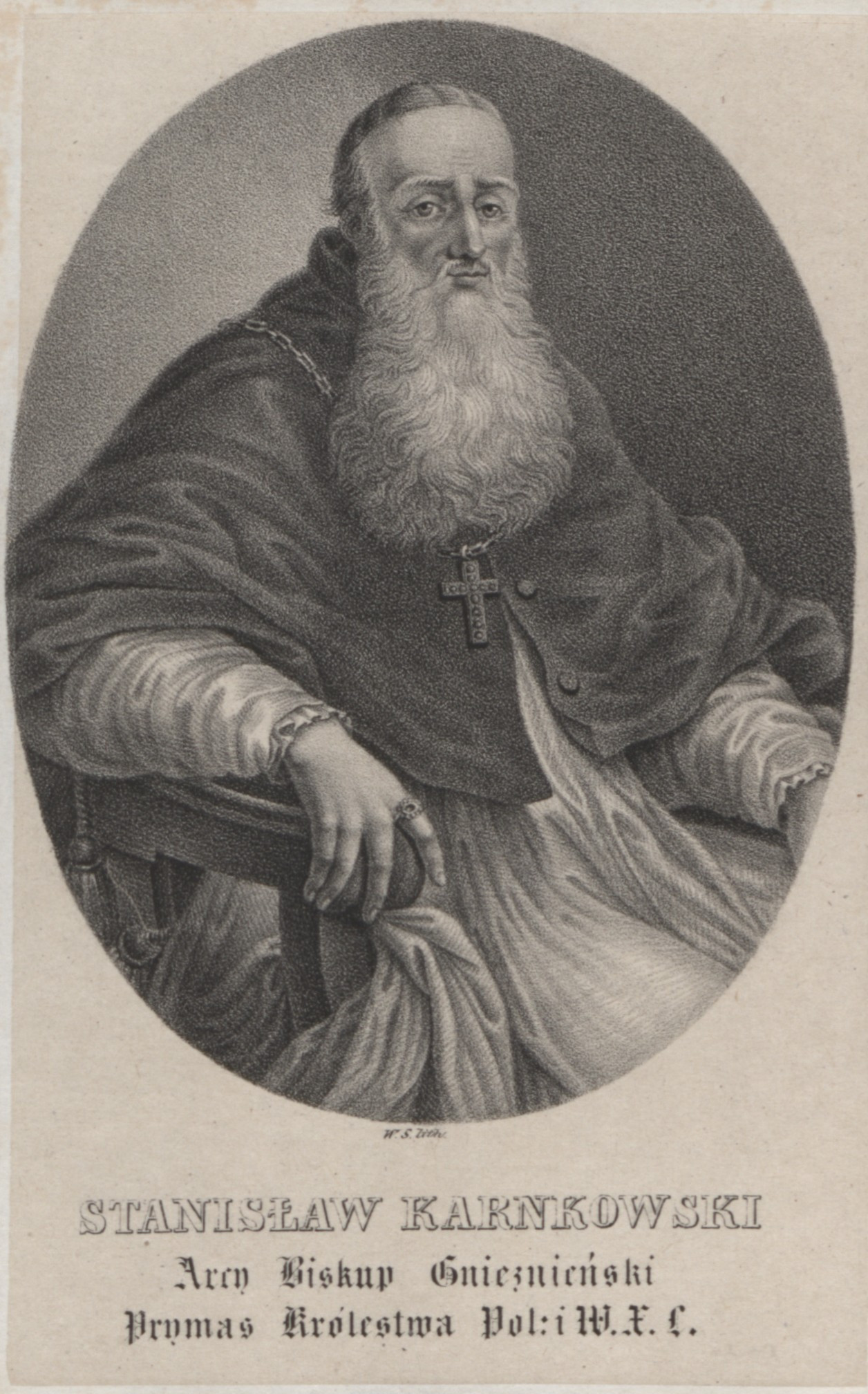
Stanisław Karnkowski

Jako senator wziął udział w sejmie zwyczajnym 1601 roku.
Brat podkomorzego płockiego Piotra.

## Życiorys
Wychował się na dworze swojego stryja Jana Karnkowskiego, biskupa włocławskiego. W 1539 rozpoczął studia na Akademii Krakowskiej, w Padwie uzyskał tytuł doktora obojga praw, studiował też w Wittenberdze. W 1555 został sekretarzem króla Zygmunta Augusta, od 1558 był referendarzem wielkim koronnym, w 1563 został sekretarzem wielkim.
Od 1567 pełnił funkcję biskupa kujawskiego. Był współpracownikiem biskupa Stanisława Hozjusza w  czasie działań podjętych przez niego w ramach kontrreformacji będących odpowiedzią na reformację w Polsce. Był sygnatariuszem aktu unii lubelskiej 1569 roku. Sędzia sejmowy w 1569 roku. Jako pierwszy biskup polski, wypełniając zalecenia soboru trydenckiego, założył w 1569 pierwsze w Rzeczypospolitej seminarium duchowne we Włocławku. Energicznie zwalczał wpływy protestantów w swojej diecezji (m.in. usunął z Wolborza Andrzeja Frycza Modrzewskiego). Szczególnie bezwzględnie wystąpił przeciwko luterańskiemu Gdańskowi. Stał się wówczas nieformalnym przywódcą obozu kontrreformacji w Rzeczypospolitej. W 1570 opracował plan walki kościoła katolickiego z różnowiercami, przewidujący w ostateczności rzucenie klątwy papieskiej na króla. 18 września 1572 stanął na czele komisji sejmowej do spraw uregulowania statusu Gdańska (tzw. Komisji Morskiej), owocem prac której było wydanie tzw. statutów Karnkowskiego, porządkujących stan prawny miasta.
W 1572 przygotowywał pierwszą wolną elekcję, w 1573 wydał traktat De modo et origine electionis modo, który faktycznie określał sposób wyboru przyszłych władców Rzeczypospolitej.
W 1573 roku potwierdził elekcję Henryka III Walezego na króla Polski.
Na zjeździe w Jędrzejowie w 1576 roku potwierdził wybór Stefana Batorego na króla Polski. Wobec wycofania się prymasa Jakuba Uchańskiego, w 1576 przejął faktycznie obowiązki interreksa, koronując 1 maja 1576 Stefana Batorego w katedrze wawelskiej. W 1581 został arcybiskupem gnieźnieńskim i prymasem Polski. W 1583 założył seminarium duchowne i kolegium jezuitów w Kaliszu.
Był interrexem po śmierci Stefana Batorego. Podpisał pacta conventa Zygmunta III Wazy w 1587 roku. 19 sierpnia 1587 ogłosił królem Zygmunta III Wazę, podpisał reces, sankcjonujący jego wybór i koronował go 27 grudnia tego samego roku w katedrze wawelskiej. W 1589 roku był sygnatariuszem ratyfikacji traktatu bytomsko-będzińskiego na sejmie pacyfikacyjnym. Uczestniczył w zjeździe części szlachty województw wielkopolskich w Kole 10 sierpnia 1590 roku. W 1593 wydał dzieło De primatu senatorio Regni Poloniae, określające pozycję prymasa jako pierwszego senatora w państwie. W czasach obowiązywania unii polsko-szwedzkiej i nieobecności Zygmunta III w kraju sprawował faktycznie namiestnictwo jako prorex.
Prymas Karnkowski został pochowany w Kaliszu w ufundowanym przez siebie kościele św. Wojciecha i św. Stanisława Biskupa, w 1798 jego doczesne szczątki przeniesiono do bazyliki kolegiackiej Wniebowzięcia Najświętszej Maryi Panny, gdzie spoczywają do dzisiaj.

## Twórczość

### Ważniejsze utwory
- Napominania potrzebne i zbawienne, których wszyscy plebani... używać mają, Kraków 1569 (według G. Korbuta 1568), drukarnia M. Szarffenberger; wyd. następne: Kraków 1570, Kraków 1577
- Oratio... in Comitis Varsaviensibus anno 1570 in senatu habita (brak miejsca i roku wydania)
- Modus et ordo electionis novi Regis, Kraków 1573, drukarnia M. Szarffenberger; inne wydania: wyd. S. Reszka przy: De rebus in elecyione... Henrici Regis Poloniae... gestis, Rzym 1574; przy M. Kromer Polonia sive de origine et rebus gestis Polonorum libri XXX, Kolonia 1589; pt. De modo et ordine electionis novi Regis – brak miejsca i roku wydania, (treść stanowi list S. Karnkowskiego, dat. w Inowrocławiu 21 września 1573 – do M. Kromera, dot. wyboru Henryka Walezego)
- Ad Henricum Valesium... panegyricus, Paryż 1574, drukarnia M. Morelli, (kilka edycji); przekł. francuski pt. Harengue publique... au Roy Henry de Valois, Paryż 1574, (kilka edycji)
- Ad... Principem Henricum... de tuenda unitate fidei oratio, Kraków 1574; przekł. polski pt. Mowa... do Henryka Walezyusza... i senatorów imieniem Katolików w obronie jedności wiary, wyd. A. Chmielowski Życiorys księdza S. Karnkoskiego, arcybiskupa gnieźnieńskiego, Warszawa 1885
- Dwie mowy sejmowe z roku 1587, tzw. „Propozycje”; wyd. A. Sokołowski Scriptores Rerum Polonicarum, t. 11 (1887), s. 238-246
- Articuli politici, napisane dla Montalta w 1588 lub 1589, rękopis: Teki Rzymskie nr 46
- Sententia albo zdanie... o odjeździe Króla J.M. do Szwecjej... na Sejmie Warszawskim... 1593 (według G. Korbuta i L. Finkla: Poznań 1593); przedr. T. Ujazdowski Pamiętnik Sandomierski, t. 2 (1829) i odb., Warszawa 1830; fragmenty przedr.: K. Mecherzyński Historia wymowy w Polsce, t. 1, Kraków 1856, s. 546-552; całość wyd. K.J. Turowski „Pisma Stanisława Karnkowskiego”, Kraków 1859, Biblioteka Polska zeszyt 50
- Exorbitancje i naprawa koła poselskiego, Poznań 1596 (2 edycje); przedr. K.J. Turowski „Pisma Stanisława Karnkowskiego”, Kraków 1859, Biblioteka Polska zeszyt 50
- Kazanie... o dwojakim kościele chrześcijańskim, Kraków 1596, drukarnia Łazarz Andrysowic; wyd. następne: Kraków 1597 (razem z utworem Messjasz...), Poznań 1847 (razem z utworem Messjasz...); fragmenty przedr. K. Mecherzyński Historia wymowy w Polsce, t. 2, Kraków 1858, s. 116-118; wyd. 2 pt. Historia wymowy kaznodziejskiej w Polsce, Kraków 1864; całość wyd. Warszawa 1884
- Messjasz albo kazania o upadku i naprawie rodzaju ludzkiego, Poznań 1597 (razem z utworem Kazanie...); wyd. następne: Poznań 1847 (razem z utworem Kazanie...)
- Mowa sejmowa z roku 1597, wyd. przy broszurze Recepta na to, abyśmy się długo w ojczystej ziemi osiedzieli. A. 1682, (brak miejsca i roku wydania)
- Eucharistia... Kazań czterdzieści, Kraków 1602, drukarnia A. Piotrkowczyk
- Rerum gestarum... Sigismundi I... compendium, rękopis: Ossolineum nr 3511/III
- Historia interregni post discessum Henrici (dzieło niewydane; bliżej nieznane)

### Prace edytorskie
- Epistolae illustrium virorum in tres libros digestae, Kraków 1578; wyd. następne przy: J. Długosz Historiae polonicae libri XII, t. 2, Lipsk 1712; przekł. polski: A.F. Sobalski pt. „Listy znakomitych mężów wieku XVI w roku 1578 zebrane w trzy księgi”, Kwartalnik Teologiczny 1903–1907, (zawiera listy Polaków i o Polsce; m.in.: J.F. Commendonego, M. Kromera, F. Padniewskiego, S. Reszki, H. Rozrażewskiego, P. Skargi, Zygmunta Augusta; korespondencję S. Karnkowskiego z S. Hozjuszem)
- Constitutiones synodorum metropolitanae ecclesiae Gnesnensis, Kraków 1579, drukarnia A. Piotrkowczyk
- Constitutiones et decreta condita in provinciali synodo Gnesnensi quam Petricoviae habuit a. 1589, Praga 1590

### Ważniejsze listy i materiały
- Korespondencja (przeważnie z S. Hozjuszem), J. Długosz Historiae polonicae libri XII, t. 2, Lipsk 1712
- Korespondencja z S. Hozjuszem z lat 1555–1557, wyd. F. Hipler, W. Zakrzewski „Stanislai Hosii... epistolae”, t. 2, cz. 2 (1551–1558), Kraków 1888, Acta Historica Res Gestas Poloniae Illustrantia, t. 9
- List do J.F. Commendonego, Piotrków, 21 lipca 1567, wyd. T. Wierzbowski Materiały do dziejów piśmiennictwa polskiego, t. 1, Warszawa 1900, s. 133
- 19 listów w przekł. polskim z lat 1567–1568 i 1582, do i od: Klaudiusza Akwawiwy, Ptolemeusza Galliusza, Grzegorza XIII, S. Hozjusza, burgrabiego gdańskiego Jerzego Klefelda, M. Kromera, Piusa V, Zygmunta Augusta; wyd. A. Chmielowski Życiorys księdza S. Karnkowskiego, arcybiskupa gnieźnieńskiego, Warszawa 1885
- Korespondencja z lat 1568–1576 z J. Uchańskim oraz pojedyncze listy do różnych osób, m.in. do: J.F. Commendonego, Piusa V; wyd. T. Wierzbowski Uchańsciana, czyli Zbiór dokumentów wyjaśniających życie i działalność Jakuba Uchańskiego, t. 1-2, Warszawa 1884–1885, (tu również wiad. o wcześniejszych przedrukach niektórych listów)
- 2 listy do podkanclerzego F. Krasińskiego: 20 listopada 1571, 12 czerwca 1572; rękopis: Archiwum Ministerstwa Spraw Wewnętrznych w Pradze, sygn. MS Pol. I nr 36, (wiad. podaje M. Bogucka „Polonica z XVI i XVII wieku w archiwach czeskich”, Przegląd Historyczny 1957, zeszyt 1, s. 81
- Listy do kardynała Commendonego, nuncjusza (Possewina?), papieża i Sekretariatu Stanu z lat 1572–1588, (wiad. podaje P. Savio „De actis Nuntiaturae Poloniae quae partem Archivi Secretariatus Status constituunt”, Watykan 1947, Studia Teologiczne XIII, s. 104-106, 118-121
- Do wojewody krakowskiego, Warszawa, 26 czerwca 1576, wyd. I. Polkowski „Sprawy wojenne króla Stefana Batorego. Dyjaryjusze, relacyje, listy i akta z lat 1576-1586”, Kraków 1887, Acta Historica Res Gestas Poloniae Illustrantia, t. 11
- Do M. Kromera, Kraków, 24 maja 1578, rękopis Biblioteki Czartoryskich nr 308, s. 327; odpis Archiwum Diecezjalne w Olsztynie, nr D. 121 s. 94
- Do królowej angielskiej Elżbiety, Kraków, 10 października 1581, (wiad. podaje R. Przezdziecki Diplomatic Ventures and Adventures. Some Expierences of British Envoys at the Court of Poland, Londyn 1953)
- Listy z lat 1581–1584 do: Stefana Batorego, A. Balognettiego, kard. Boromeusza, I.A. Caligariego, kard. Comensis, kard. Farnese, Grzegorza XIII, kard. Guastavillano, A. Possewina, S. Reszki; wyd. L. Boratyński Monumenta Poloniae Vaticana, t. 4 (1915); E. Kuntze i C. Nanke Monumenta Poloniae Vaticana, t. 5 (1923/1933); E. Kuntze Monumenta Poloniae Vaticana, t. 6 (1938) – t. 7 (1939/1948–1950)
- Do M. Kromera, Łowicz, 4 stycznia 1584, rękopis Biblioteki Czartoryskich nr 308, s. 339; odpis Archiwum Diecezjalne w Olsztynie, nr D. 121 s. 97
- Do Stefana Batorego, Łowicz, 11 września 1584, w: Calendar of State Papers. Foreign Series 1584, (wiad. podaje R. Przezdziecki Diplomatic Ventures and Adventures. Some Expierences of British Envoys at the Court of Poland, Londyn 1953)
- Do nuncjusza Malaspiny, Łowicz, 28 listopada 1592, rękopis Biblioteki Czartoryskich nr 2254, s. 36
- Do J.D. Solikowskiego, Łowicz, 8 listopada 1599, wyd. W.A. Maciejowski Piśmiennictwo polskie, t. 3 dod., Warszawa 1852, s. 220-221
- Do Zygmunta III, Łowicz, 11 maja 1600, rękopis Biblioteki Czartoryskich nr 350, s. 262-263, (wiad. podaje H. Barycz „Rozwój nauki w Polsce w dobie Oświecenia”, Odrodzenie w Polsce. Materiały Sesji Naukowej PAN 25-30 października 1953 r., t. 2: Historia nauki, cz. 1, Warszawa 1956, s. 85 przypis; wyd. osobne pt. Dzieje nauki w Polsce w epoce Odrodzenia, wyd. 2 poprawione i rozszerzone, Warszawa 1957
- Do Zygmunta III, Łowicz, 13 kwietnia 1602, ogł. H. Malewska Listy staropolskie z epoki Wazów, Warszawa 1959
- List S. Karnkowskiego i Piotra Zborowskiego do M. Kromera, Kraków, 10 marca 1576, wyd. T. Wierzbowski Materiały do dziejów piśmiennictwa polskiego, t. 1, Warszawa 1900, s. 207
- Od J. Lubodzieskiego, 21 kwietnia i 19 czerwca 1554, rękopis znajdował się w Bibliotece Seminarium Duchownego w Pelplinie nr 292 (kopiariusz S. Maryckiego)
- Od bezimiennego, 13 kwietnia 1570, rękopis: Archiwum Ministerstwa Spraw Wewnętrznych w Pradze, sygn. MS Pol. I nr 22, (wiad. podaje M. Bogucka „Polonica z XVI i XVII wieku w archiwach czeskich”, Przegląd Historyczny 1957, zeszyt 1, s. 81)
- Listy i pisma kościelne z lat 1581–1585 od A. Bolognettiego, kard. Commendonego, Grzegorza XIII, A. Possewina; wyd. L. Boratyński Monumenta Poloniae Vaticana, t. 4 (1915); E. Kuntze i C. Nanke Monumenta Poloniae Vaticana, t. 5 (1923/1933); E. Kuntze Monumenta Poloniae Vaticana, t. 6 (1938) – t. 7 (1939/1948–1950)
- Od S. Reszki, Rzym: pridie Kalend. Januarii 1581, 15 lipca 1581, 22 lipca 1589; Neapol, 6 Kal. Sept. 1593; w: S. Reszka Epistolarum liber unus, Neapol 1594
- Dokumenty różne (kwity pieniężne, nominacje) z lat 1558–1567, wyd. T. Wierzbowski Materiały do dziejów piśmiennictwa polskiego, t. 1, Warszawa 1900
- List Zygmunta Augusta do Piusa V, Warszawa, 23 czerwca 1567, polecający S. Karnkowskiego na biskupstwo kujawskie, wyd. T. Wierzbowski Materiały do dziejów piśmiennictwa polskiego, t. 1, Warszawa 1900
- Materiały do dziejów działalności politycznej (sejmikowej), zob. Akta sejmikowe województwa poznańskiego i kaliskiego, t. 1 (1572–1632), cz. 1 (1572–1616), wyd. W. Dworzaczek, Poznań 1957, Poznańskie Towarzystwo Przyjaciół Nauk, Wydawnictwa Źródłowe Komisji Historycznej, t. 12, (listy w rękopisach: Biblioteka Czartoryskich, Biblioteka Jagiellońska, Biblioteka Kapitulna w Gnieźnie, Archiwum Watykańskie)

### Utwory o autorstwie niepewnym
- Deliberacja o społku i związku Korony polskiej z pany chrześcijańskiemi przeciwko Turkowi, 1595 (2 edycje); wyd. następne: 1596, 1646; przedr. K.J. Turowski, Kraków 1858, Biblioteka Polska, zeszyt 30, (autorstwo S. Karnkowskiemu przypisał M. Siwak, Gazeta Lwowska 1902, nr 36; utwór przypisywano również J. Ponętowskiemu; zdaniem Estreichera autorstwo tego ostatniego jest bardzo wątpliwe)
- Psalm LXX („W Tobie, Panie, nadzieję mam”) – w 1556 Łazarz Andrysowicz wydał tłumaczenie Psalmu LXX podpisane inicjałami „S.K.”, autorstwo tłumaczenia przypisywano dawniej Karnkowskiemu, później pojawiła się hipoteza, że tłumaczem mógł być Stanisław Kleryka[13]